# U-Bahnhof Kochstraße

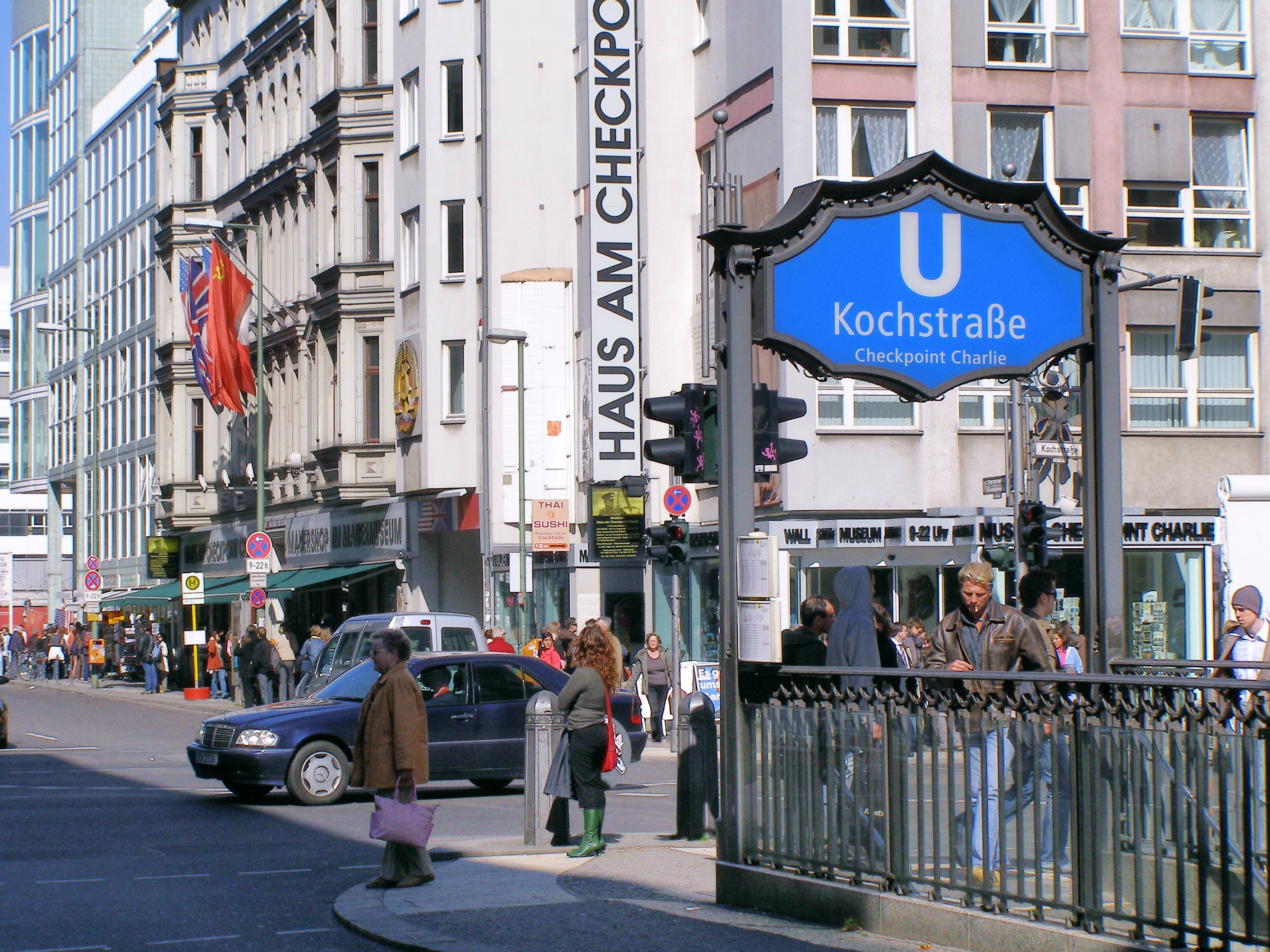
Eingangsportal des U-Bahnhofs in der Friedrichstraße

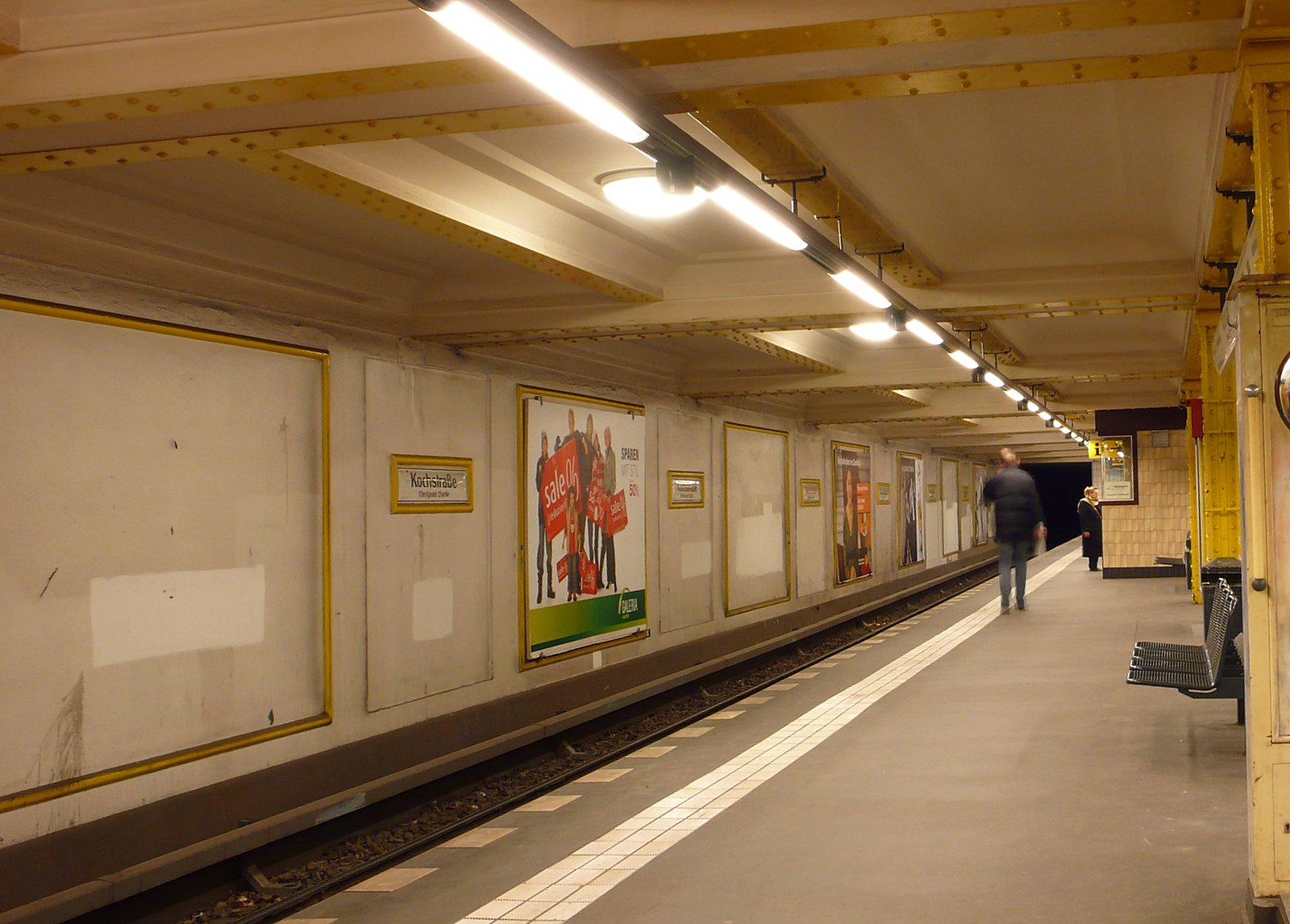
Bahnsteig

Der U-Bahnhof Kochstraße ist eine Station der Berliner U-Bahn-Linie U6 im Ortsteil Kreuzberg des Bezirks Friedrichshain-Kreuzberg.  Er liegt unterhalb der streckenführenden Friedrichstraße an der Kreuzung mit der namensgebenden Kochstraße und der Rudi-Dutschke-Straße. Der Bahnhof wurde nach Plänen des im Jahr 1920 verstorbenen Heinrich Jennen von den Architekten Alfred Grenander und Alfred Fehse ausgeführt und am 30. Januar 1923 an der damaligen Nord-Süd-Bahn (1928–1966 Linie C) eröffnet und trägt im Bahnhofsverzeichnis der BVG die Bezeichnung Ks. Er verfügt über einen Aufzug vom Bahnsteig zur Oberfläche und gilt damit als barrierefrei.
Obwohl am Bahnhof selbst Schilder mit der Bezeichnung Kochstraße (Checkpoint Charlie) installiert sind, wird er in den Liniennetzplänen nur als U Kochstraße bezeichnet. Der 110 Meter lange Mittelbahnsteig besitzt an beiden Enden Ausgänge direkt auf die Friedrichstraße. Ähnlich wie die anderen Stationen unter der Friedrichstraße ist auch diese mit verputzten weißen Wandflächen und einer zur Unterscheidung gelben Stützreihe in der Mitte des Bahnsteigs vergleichsweise schlicht gestaltet.
Vom 13. August 1961 bis zum 22. Dezember 1989 war dieser Bahnhof in nördlicher Richtung der letzte dieser Linie auf West-Berliner Gebiet, bevor die Züge sogenannte „Geisterbahnhöfe“ durchfuhren. In dieser Zeit stand auf den Stationsschildern als kleiner Zusatz „Letzter Bahnhof in Berlin (West)“, ebenso erfolgten Lautsprecherdurchsagen bei jedem Zughalt: Zunächst als Hinweis „Letzter Bahnhof im Westsektor“, später dann „Letzter Bahnhof in Berlin West“. In den 1990er Jahren wurde der Bahnsteig von 80 auf 110 Meter verlängert, um die auf den Berliner Großprofillinien üblichen Sechswagenzüge aufnehmen zu können.

## Anbindung
| Linie | Verlauf |
| ----- | --- |
|       | Alt-Tegel – Borsigwerke – Holzhauser Straße – Otisstraße – Scharnweberstraße – Kurt-Schumacher-Platz – Afrikanische Straße – Rehberge – Seestraße – Leopoldplatz – Wedding – Reinickendorfer Straße – Schwartzkopffstraße – Naturkundemuseum – Oranienburger Tor – Friedrichstraße – Unter den Linden – Stadtmitte – Kochstraße – Hallesches Tor – Mehringdamm – Platz der Luftbrücke – Paradestraße – Tempelhof – Alt-Tempelhof – Kaiserin-Augusta-Straße – Ullsteinstraße – Westphalweg – Alt-Mariendorf |

Am U-Bahnhof bestehen Umsteigemöglichkeiten von der Linie U6 zur Omnibuslinie M29 der BVG.